# Келлі Гіддіш
Келлі Гіддіш (англ. Kelli Giddish, нар. 13 квітня 1980, Каммінг, Джорджія, США) — американська акторка телебачення, сцени та кіно. Вона найбільш відома своєю роллю детектива Аманди Роллінз у кримінально-драматичному телесеріалі NBC «Закон і порядок: Спеціальний корпус». Гіддіш раніше грала Діану Генрі в мильній опері ABC «Всі мої діти».

## Біографія
Гіддіш народилася в Каммінгу, штат Джорджія. Вона дочка Чарльза та Ніти Гіддіш, у неї є брат на ім'я Елай. Її дідусь по батькові підштовхнув її до акторської майстерності, взявши її до театру Fox в Атланті. Її бабуся по материнській лінії також дуже підтримувала її інтереси.
У Джорджії вона відвідувала Центральну середню школу Forsyth і була дуже пов’язана з місцевим учителем драми на ім’я Ятесі Гарві, який був другом її матері та керував громадським театром. Протягом багатьох років у своїй юності Гіддіш грала в п'єсах Гарві та брала участь у її драматичних таборах з ночівлею. Гіддіш сказав про Гарві: «Вона просто викликала шалену цікавість і дуже високі стандарти того, що таке акторська гра, скільки відданості це вимагало, репетиції, і ми щовечора грали вистави».
Гіддіш отримала низку нагород у молодості. Під час навчання у Forsyth Central вона була членом їхньої софтбольної команди, а в 1998 році вона стала чемпіонкою штату з літературної інтерпретації для дівчат.
Вона закінчила Університет Евансвілла в Індіані, де вона спеціалізувалась на театральній виставі. Сім’я Гіддіш дуже підтримувала в її акторській діяльності, її батьки їздили до Індіани, щоб побачити її роль у кожній виставі в коледжі, де вона брала участь. Після коледжу вона переїхала до Нью-Йорка, щоб продовжити свою акторську кар’єру. Через рік після приїзду вона знялася в бродвейській виставі з Фаррою Фосетт.

## Особисте життя
Гіддіш вийшла заміж за Лоуренса Фолборна 20 червня 2015 року в Нью-Смірна-Біч, штат Флорида. У жовтні 2015 року вона народила першу дитину, сина Лудо, і другу дитину сина Чарлі у листопаді 2018 року. Гіддіш і Фолборн розлучилися в 2018 році.
7 листопада 2021 року Гіддіш вийшла заміж за Бо Річардса. У червні 2023 року вона народила свого третього сина, першого для пари, Олді. Усі її вагітності були записані в Закон і порядок: Спеціальний корпус.

## Фільмографія
| Рік       |    | Українська назва                           | Оригінальна назва                 | Роль             |
| --------- | -- | ------------------------------------------ | --------------------------------- | ---------------- |
| 2004—2007 | с  | Всі мої діти                               | All My Children                   | Діана Генрі      |
| 2005      | ф  | Відьми Карибського моря                    | Witches of the Caribbean          | Клара            |
| 2006      | кф | Стіни                                      | Walls                             | Сара             |
| 2006—2009 | с  | Бург                                       | The Burg                          | Кортні           |
| 2007      | с  | Сутичка                                    | Damages                           | Гезер Макдональд |
| 2007      | с  | Закон і порядок: Злочинні наміри           | Law & Order: Criminal Intent      | Дана Стайп       |
| 2007—2025 | с  | Закон і порядок: Спеціальний корпус        | Law & Order: Special Victims Unit | Аманда Роулінс   |
| 2008      | ф  | Смерть у любові                            | Death in Love                     | Молода мама      |
| 2008      | с  | Все чесно                                  | All's Faire                       | Сінді            |
| 2008      | ф  | Дублер                                     | The Understudy                    | Сімона           |
| 2008      | с  | Без сліду                                  | Without a Trace                   | Аріана Мерфі     |
| 2009      | с  | Життя на Марсі                             | Life on Mars                      | Керол            |
| 2010      | с  | Минуле життя                               | Past Life                         | Кейт Макгінн     |
| 2010—2011 | с  | Переслідування                             | Chase                             | Енні Фрост       |
| 2011—2014 | с  | Гарна дружина                              | The Good Wife                     | Софія Руссо      |
| 2012      | ф  | Без подиху                                 | Breathless                        | Тіна             |
| 2014      | с  | Пожежники Чикаго                           | Chicago Fire                      | Аманда Роулінс   |
| 2014—2015 | с  | Поліція Чикаго                             | Chicago P.D                       | Аманда Роулінс   |
| 2022—2023 | с  | Закон та порядок: Організована злочинність | Law & Order: Organized Crime      | Аманда Роулінс   |
| 2022      | с  | Закон і порядок                            | Law & Order                       | Аманда Роулінс   |